# Kocoń
Kocoń est une localité polonaise de la gmina de Ślemień, située dans le powiat de Żywiec en voïvodie de Silésie.